# Ajay Chuttoo
Ajay Chuttoo (ur. 13 listopada 1965) – maurytyjski lekkoatleta, długodystansowiec.
Podczas igrzysk olimpijskich w Atlancie (1996) zajął 103. miejsce w maratonie z wynikiem 2:42:07.
Złoty medalista mistrzostw kraju w różnych konkurencjach (bieg na 5000 metrów, bieg na 10 000 metrów, półmaraton, maraton).

## Rekordy życiowe
- bieg maratoński – 2:23:07 (1995) rekord Mauritiusu[2][3]